# اریک آلن کریمر
اریک آلان کریمر (انگلیسی: Eric Allan Kramer؛ زادهٔ ۲۶ مارس ۱۹۶۲) یک بازیگر اهل ایالات متحده آمریکا است. وی از سال ۱۹۸۷ میلادی تاکنون مشغول فعالیت بوده‌است.
از فیلم‌ها یا برنامه‌های تلویزیونی که وی در آن نقش داشته است، می‌توان به داستان عاشقانه واقعی و در جستجوی شمشیر سترگ اشاره کرد.